# Ройтман, Лев Израилевич
Лев Изра́илевич Ро́йтман (23 августа 1943, Ереван — 14 января 2020, Прага, Чехия) — американский журналист, на протяжении многих лет комментатор русской редакции Радио «Свобода».
Получил высшее образование на юридическом факультете Киевского государственного университета. После учёбы работал адвокатом (1967—1971).
В 1973 году эмигрировал в США. С 1974 года работал на Радио «Свобода» в Нью-Йорке, Мюнхене и Праге. Являлся ведущим программ «Заметки юриста», «Советский Союз: события, проблемы, суждения» и «Факты и мнения. Комментаторы за круглым столом».
В 1982 году основал издательство «Roitman Verlag» (Мюнхен), в котором на немецком языке вышли книги таких авторов, как Сергей Юрьенен, Юлия Вознесенская, Михаил Эпштейн. Автор статей, комментариев и интервью. В соавторстве выпустил книгу «Сахалин: приказ к убийству» (нем. Sachalin, Befehl zum Mord; 1983) — журналистское расследование инцидента с южнокорейским самолётом, сбитым советскими ПВО.